# John Taylor (football américain)
Pour les articles homonymes, voir John Taylor et Taylor.
(en) Statistiques sur pro-football-reference
John Gregory Taylor (né le 31 mars 1962 à Pennsauken Township, New Jersey) est un joueur américain de football américain ayant évolué au poste de wide receiver dans la National Football League (NFL) entre 1987 et 1995. Il remporte trois Super Bowls (XXIII, XXIV et XXIX) et est sélectionné à deux reprises au Pro Bowl en 1988 et 1989.